# Jarmila Kratochvílová
Jarmila Kratochvílová (født 26. januar 1951 i Golčův Jeníkov) er en tjekkisk tidligere atletikudøver. Hun var en af 1980'ernes største løbere og satte i 1983 verdensrekord i 800-meter-løb med 1.53,28 minutter, en rekord der består endnu i 2024 og er den ældste bestående verdensrekord i atletik.

## Atletikkarriere
Kratochvílová voksede op i små kår på landet i Tjekkoslovakiet og opbyggede fysisk og viljemæssig styrke i arbejde i familien. Som 16-årig begyndte hun at dyrke atletik for klubben Slavoj Čáslav, og fra slutningen af 1970'erne for Vysoké školy i Prag. Gennem hele sin karriere havde hun Miroslav Kváč, en tidligere militærmand, som træner.
Hendes første store internationale resultat kom i 1979, hvor hun vandt EM-sølv på 400 m indendørs. Året efter deltog hun i OL 1980 i Moskva, hvor hun var tilmeldt i 200-meter-løb, men ikke stillede op. I stedet løb hun 400 m, hvor hun først vandt sit indledende heat og dermed med en tredjeplads i semifinalen kvalificerede sig til finalen. Her var østtyske Marita Koch verdensrekordholder og vandt sikkert i tiden 48,88 sekunder, mens Kratochvílová blev toer i 49,46 og en anden østtysker, Christina Lathan, fik bronze i 49,66 sekunder. Det var første gang, hvor tre kvinder i et løb alle var kommet under 50 sekunder.
Året efter vandt hun EM-guld på 400 m indendørs, hvilket hun gentog de følgende to år, mens hun i 1984 vandt EM-guld på 200 m indendørs. I 1982 vandt hun desuden EM-sølv på 400 m samt i 4×400 m stafet udendørs. I forbindelse med, at hun havde oplevet kramper på 200 m, forsøgte hun sig i 1983 på 800 m, og da hun ved et stævne i München 26. juli samme år løb denne distance i tiden 1.53,28 minutter, hvilket var en uventet verdensrekord. Det gav hende mod til mere, så hun ved det første VM i atletik samme år i Helsinki stillede op i både 400 m og 800 m. Hun blev her verdensmester på 400 m i verdensrekordtiden 47,99 s (hvor hun forbedrede Marita Kochs rekord; to år senere generobrede Koch rekorden, men Kratochvílovás tid er fortsat alle tiders næstbedste), mens hun ligeledes sejrede på 800 m i tiden 1.54,68 minutter.
Året efter kunne hun ikke deltage i OL 1984 i Los Angeles, da de fleste østeuropæiske nationer boykottede legene. Hun kæmpede derpå for at være klar til det følgende OL, men da hun blev nummer fem ved VM i 1987, opgav hun og indstillede karrieren.
Som med flere af de østeuropæiske atleter fra blev der stillet spørgsmålstegn ved, om Kratochvílová skulle have været dopet, men hun har alle dage benægtet på det kraftigste at være vidende om at have indtaget forbudte substanser. I stedet har hun selv anført som baggrunden for sin styrke sin landlige opvækst, omfattende vægttræning og store mængder B12-vitaminer.

## Videre karriere
Efter sin aktive karriere blev Kratochvílová atletiktræner for blandt andet Ludmila Formanová (indendørs- og udendørsverdensmester 1999 på 800 m).
Hun fik Fortjenstmedalje for Tjekkiet i 2013.